# Janhit Samaj Party
Janhit Samaj Party és un partit polític de Bihar, a l'Índia, fundat el 2003 per Narendra singh Kushwaha, expresident del Janta Party Bihar. La seva bandera és vermella amb un disc blanc al centre; dins del disc dotze figures humanes simples en cercle.